# Alafia (Mali)
Alafia is een gemeente (commune) in de regio Timboektoe in Mali. De gemeente telt 12.900 inwoners (2009).